# Vallis Norica
L'espressione latina Vallis Norica (in tedesco Norital, ma attestato nelle fonti come Nurihtal, Orital, Ourital, Ovrital) designava uno dei tre comitati, insieme alla Val Venosta e alla Val Pusteria, in cui era divisa l'alta valle dell'Adige all'interno dell'Impero carolingio. Il suo territorio comprendeva la Valle Isarco nonché parte della Val Badia e traeva il suo nome dall'antica provincia romana del Norico, di cui il suo territorio era stato parte. Nel 1027 i tre comitati vennero inclusi dall'imperatore Corrado II nel neocostituito principato vescovile di Bressanone, il quale venne creato assieme al principato vescovile di Trento e al principato patriarcale di Aquileia per assicurare agli imperatori salici l'accesso al Regno d'Italia.
A partire dal XII secolo i conti di Tirolo, in origine vassalli dei vescovi di Bressanone, acquisirono progressivamente il controllo dell'area, andando a costruire il proprio principato territoriale esteso su entrambi i versanti dell'arco alpino.